# Dalia Kutraitė-Giedraitienė
Dalia Kutraitė-Giedraitienė (* 18. April 1952 in Wasiljewsk, Rajon Bodaibo, Oblast Irkutsk) ist eine litauische Kommunikationsberaterin, Pressesprecherin, Journalistin, Beamte und Politikerin.

## Leben
Nach dem Abitur 1970 an der Salomėja-Nėris-Mittelschule in Kaunas  absolvierte Dalia Kutraitė 1975 ein Diplomstudium der Journalistik an der Vilniaus universitetas und wurde Mitarbeiterin in der Jugendredaktion von Lietuvos radijas in der litauischen Hauptstadt Vilnius.  Ab Januar 1997 leitete sie als Direktorin den nationalen Fernseh- und Radiosender LRT (zwei Monate).
Von 1975 bis 1988 war sie Redakteurin bei Lietuvos radijas ir televizija. Von 1998 bis 1999 war sie Beraterin des Bürgermeisters von Vilnius Rolandas Paksas, 1999 Regierungskanzlerin Litauens, von 1999 bis 2000 Direktorin der Stiftung VšĮ „Rolando Pakso fondas“, von 2000 bis 2003 Mitglied im Seimas, 2003 ausgewählt zum Stadtrat Vilnius. Ab 2005 Direktorin von „Strateginių komunikacijų centras“. Sie lehrt am Institut für Journalistik der Vilniaus universitetas.
Ab 1999 war sie Mitglied von Lietuvos liberalų sąjunga ab 2000 stellvertretende Vorsitzende, ab 2001 Mitglied von Liberalų demokratų partija.
Dalia Kutraitė-Giedraitienė ist verheiratet.

## Bibliografie
- Dalia Kutraitė kalbina…: televizijos žurnalistės pokalbiai su žinomais Lietuvos žmonėmis. – Kaunas: Santara, 1999. – 130 p.